# مایکروسافت ویرچوال پی‌سی
مایکروسافت ویرچوال پی‌سی (به انگلیسی: Microsoft Virtual PC) نرم‌افزار مجازی‌ساز مایکروسافت می‌باشد. با استفاده از این نرم‌افزار امکان اجرای چند سیستم‌عامل روی کامپیوتر خود به صورت هم زمان و استفاده از قابلیت‌های مختلف آن سیستم‌عامل‌ها در کنارهم بدون نیاز یه سوییچ کردن بین آن‌ها می‌باشد.
این نرم افزا رایگان می‌باشد و آخرین ویرایش کنونی آن (مایکروسافت ویرچوال پی‌سی ۲۰۰۷) را می‌توان از سایت مایکروسافت آن را دانلود کرد.
نسخهٔ دیگری از این نرم‌افزار به نام مایکروسافت ویرچوال سرور می‌باشد که برای اجرا در سرور می‌باشد.
استفاده از نرم‌افزارهای مجازی سازی به خاطر اجرای چند سیستم‌عامل به صورت هم زمان و استفاده از قابلیت‌های مختلف آن سیستم‌عامل‌ها در کنارهم و صرفه جویی در هزینه و سخت‌افزار در چند سال گذشته در دنیا زیاد شده‌است.
1. ↑  «PC in a Mac». web.archive.org. 2015-10-18. بایگانی‌شده از اصلی در ۱۸ اكتبر ۲۰۱۵. دریافت‌شده در 2023-05-11. تاریخ وارد شده در |archive-date= را بررسی کنید (کمک)